# Поддержка Турцией ХАМАСа

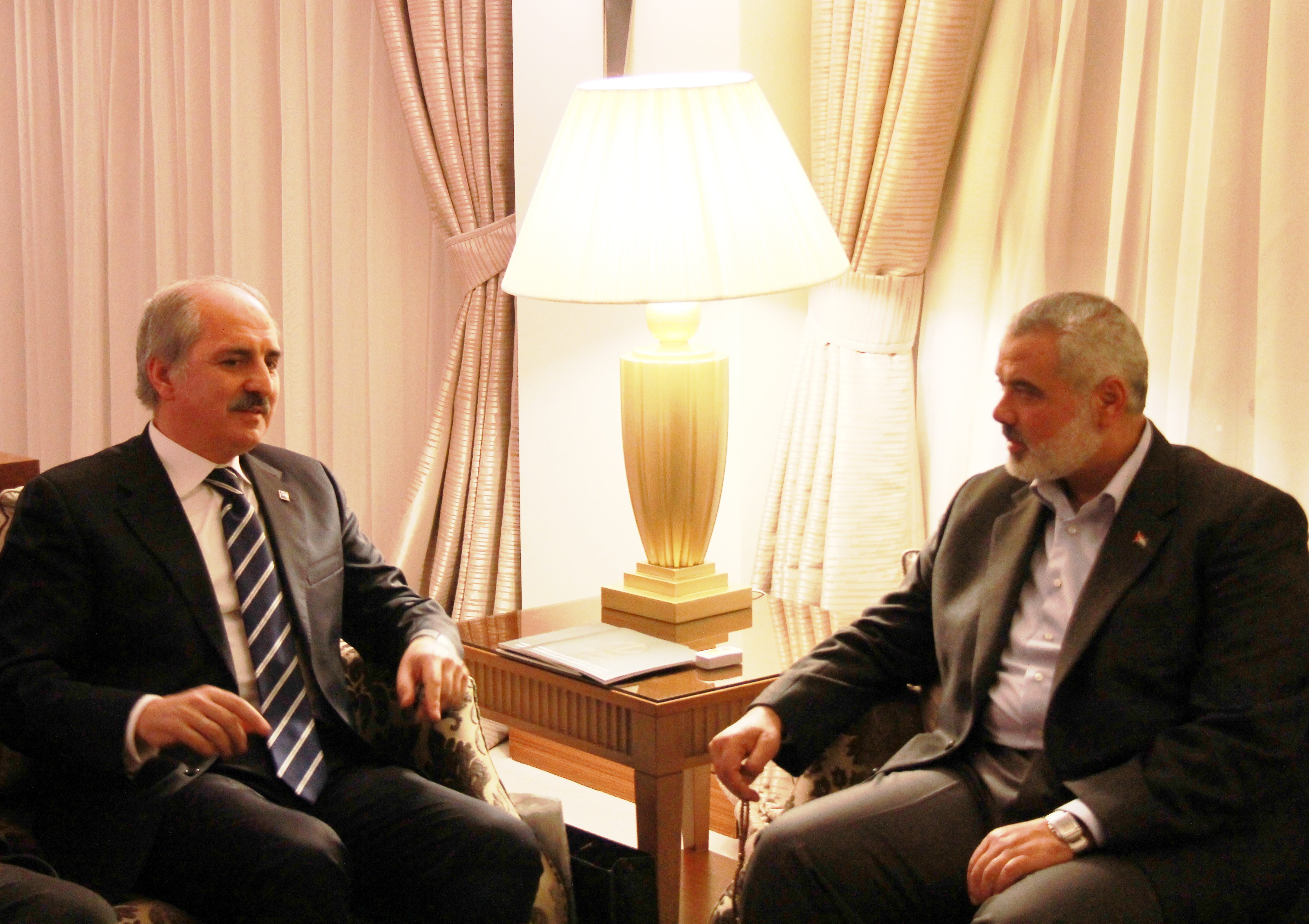
Турецкий политик Нуман Куртулмуш и один из глав ХАМАСа Исмаил Хания

При исламистском лидере Реджепе Тайипе Эрдогане Турция стала ярым сторонником палестинской боевой группировки ХАМАС, которая правит сектором Газа.
Турция оказывает финансовую и материально-техническую поддержку ХАМАСу, который многие страны Запада считают террористической организацией. Турция принимает высокопоставленных чиновников ХАМАСа, в том числе Салеха аль-Арури. Глава ХАМАСа Исмаил Хания и бывший руководитель Халед Машаль часто посещают Турцию.
По данным израильской разведки Шин Бет, ХАМАС создал командный пункт в Турции, который используется для вербовки боевиков и наблюдения за операциями на Ближнем Востоке. Сообщается, что турецкое отделение ХАМАСа принимает решения без учёта движения в целом и без привлечения руководства ХАМАСа. Сообщается, что ХАМАС планировал нападения на Израиль из Турции, включая похищение и убийство израильских подростков в 2014 году. В 2020 году израильские дипломаты обвинили Турцию в предоставлении паспортов и удостоверений личности членам ХАМАСа в Стамбуле.
Турецкое правительство встретилось с лидерами ХАМАСа в феврале 2006 года, после победы организации на палестинских выборах. В 2010 году премьер-министр Реджеп Эрдоган назвал ХАМАС «борцами сопротивления, которые изо всех сил пытаются защитить свою землю».
16 июня 2018 года Реджеп Эрдоган поговорил с главой Политбюро ХАМАСа и ХАМАС поблагодарил Турцию за поддержку.
Как отмечает востоковед Руслан Сулейманов:

Турция для ХАМАС в последние годы фактически стала штаб-квартирой. Представители движения чувствовали себя там предельно комфортно. Эрдоган даже выдавал паспорта лидерам ХАМАС. Для Эрдогана это было очень важно, потому что он сам выходец из исламистских кругов, приверженец политического ислама. Идеологически ХАМАС и Эрдоган очень близки, разделяют идеологию движения «Братья-мусульмане».

## Война Израиля и ХАМАСа (2023)
После внезапного нападения ХАМАСа на юг Израиля 7 октября 2023 года и начала войны между Израилем и ХАМАСом в 2023 году президент Эрдоган назвал ХАМАС «освободительной группой, „моджахедами“, ведущими битву за защиту своих земель и народа». Эрдоган отменил запланированный визит в Израиль.
После того как в октябре на митинге Реджеп Эрдоган заявил, что Турция якобы «объявит Израиль военным преступником», министр национальной безопасности Израиля Итамар Бен-Гвир отметил: 

Я вижу огромную поддержку Эрдогана и его народа нацистским убийцам, которые убивали, грабили и насиловали наших детей, наших стариков и наших женщин, и у меня нет другого выбора, кроме как предложить Эрдогану, чтобы он не только поддерживал издалека, но и взял их под свою защиту, чтобы они жили в Турции.
15 ноября 2023 года Реджеп Эрдоган заявил, что по его мнению Израиль — террористическое государство, а ХАМАС — легитимная политическая сила в секторе Газа. 24 ноября 2023 года Реджеп Эрдоган заявил, что готов послать свои войска как международную полицию в сектора Газа вместо ХАМАСа.